# Петров, Давид Иванович
Дави́д (Давыд) Ива́нович Петро́в (13 июня 1910, Средне-Ахтубинское, Астраханская губерния — 9 декабря 1994, Челябинск) — старший сварщик прокатного цеха Челябинского металлургического завода, Герой Социалистического Труда (1958).

## Судьба
Родился 13 июня 1910 года в селе Средняя Ахтуба Царевского уезда Астраханской губернии (ныне — рабочий посёлок Среднеахтубинского района Волгоградской области). По национальности русский.
Отслужив в армии, в 1932—1935 годах работал сварщиком металла на Сталинградском металлургическом заводе «Красный Октябрь». В августе 1942 года был эвакуирован на строительство Челябинского металлургического завода (ЧМЗ), занимался монтажными и пусконаладочными работами в 1-м прокатном цехе.
Завершив в 1950 году обучение в школе мастеров прокатного производства, работал сварщиком нагревательных печей в прокатном цехе № 1 на прокатном стане 350. Внёс значительный вклад в освоение производства многих марок стали и сплавов ответственного назначения, в распространение передового опыта.
Указом Президиума Верховного Совета СССР от 19 июля 1958 года «за выдающиеся успехи, достигнутые в деле развития чёрной металлургии» удостоен звания Героя Социалистического Труда с вручением ордена Ленина и золотой медали «Серп и Молот».
Около 30 лет проработал сварщиком-нагревальщиком металла до ухода на заслуженный отдых.
Почётный металлург РСФСР (1952).
Жил в Челябинске, скончался 9 декабря 1994 года, похоронен на местном Градском кладбище.
Награждён орденами Ленина (19.07.1958), Трудового Красного Знамени (06.06.1951), медалями, в том числе «За трудовую доблесть» (05.05.1949).